# Paul-Gundolf Gieraths
Paul-Gundolf Gieraths OP (* 20. September 1914 in Düsseldorf; † 9. Juni 1997 in Kirn) war ein deutscher Kirchenhistoriker.

## Leben
Im Dominikanerkloster St. Albert (Walberberg) legte er am 26. Mai 1937 die feierliche Profess ab und Wilhelm Stockums weihte ihn am 25. Juli 1939 zum Priester. Am 10. Mai 1950 wurde er in Bonn zum Dr. theol. promoviert. Am Angelicum wurde er 1967 Professor ordinarius auf dem kirchengeschichtlichen Lehrstuhl.

## Schriften (Auswahl)
- Die deutsche Mystik des Mittelalters. Düsseldorf 1956, OCLC 1068493371.
- Reichtum des Lebens. Die deutsche Dominikanermystik des 14. Jahrhunderts. Düsseldorf 1956, OCLC 1120650656.
- Kirche in der Geschichte. Essen 1962, OCLC 73404322.
- Ungarn einst und heute. Kleine Geschichte Ungarns. Köln 1960, OCLC 72872374.

| Personendaten    | Personendaten                               |
| ---------------- | ------------------------------------------- |
| NAME             | Gieraths, Paul-Gundolf                      |
| KURZBESCHREIBUNG | deutscher Kirchenhistoriker und Dominikaner |
| GEBURTSDATUM     | 20. September 1914                          |
| GEBURTSORT       | Düsseldorf                                  |
| STERBEDATUM      | 9. Juni 1997                                |
| STERBEORT        | Kirn                                        |